# Formica pubescens
Formica pubescens é uma espécie de formiga do gênero Formica, pertencente à subfamília Formicinae.